# Newmarket Saints
Die Newmarket Saints waren ein kanadisches Eishockeyfranchise der American Hockey League aus Newmarket, Ontario. Die Spielstätte der Saints war der Ray Twinney Complex.

## Geschichte
Im Jahr 1986 beschlossen die Toronto Maple Leafs aus der National Hockey League, ihr Farmteam, die St. Catharines Saints nach Newmarket, Ontario, umzusiedeln, wo es fortan unter dem Namen Newmarket Saints in der AHL aktiv war. Die Newmarket Saints erreichten in ihrem fünfjährigen Bestehen nur in einer einzigen Spielzeit die Playoffs um den Calder Cup, in denen sie in der Saison 1988/89 in der ersten Runde mit 1:4 Siegen an den Adirondack Red Wings scheiterten. Im Jahr 1991 wurden die Newmarket Saints schließlich nach St. John’s, Neufundland, umgesiedelt, wo sie fortan als St. John’s Maple Leafs in der AHL aktiv waren. 
Die Lücke, die der Weggang der Saints in Newmarket hinterließ, wurde anschließend von den Newmarket Royals aus der Ontario Hockey League (1991–1994) gefüllt.

## Saisonstatistik
Abkürzungen: GP = Spiele, W = Siege, L = Niederlagen, T = Unentschieden, OTL = Niederlagen nach Overtime SOL = Niederlagen nach Shootout, Pts = Punkte, GF = Erzielte Tore, GA = Gegentore, PIM = Strafminuten
| Saison  | GP | W  | L  | T  | OTL | SOL | Pts | GF  | GA  | Platz    | Playoffs                                           |
| 1986–87 | 80 | 28 | 48 | —  | 4   | —   | 60  | 226 | 337 | 7. South | nicht qualifiziert                                 |
| 1987–88 | 80 | 33 | 33 | 8  | 6   | —   | 80  | 282 | 328 | 6. South | nicht qualifiziert                                 |
| 1988–89 | 80 | 38 | 36 | 6  | —   | —   | 82  | 339 | 334 | 4. South | 1. Runde: Niederlage, 1:4 gg. Adirondack Red Wings |
| 1989–90 | 80 | 31 | 33 | 16 | —   | —   | 78  | 305 | 318 | 5. South | nicht qualifiziert                                 |
| 1990–91 | 80 | 26 | 45 | 9  | —   | —   | 61  | 278 | 317 | 8. South | nicht qualifiziert                                 |

## Team-Rekorde

### Karriererekorde
Spiele: 237  Wes Jarvis
Tore: 100  Marty Dallman
Assists: 162  Wes Jarvis
Punkte: 250  Wes Jarvis
Strafminuten: 539  Brian Blad